# El sustituto (Cuentos morales)
El sustituto es un cuento escrito por Leopoldo Alas «Clarín» y publicado el 4 de diciembre de 1893 en Los Lunes del Imparcial. Este relato forma parte de los Cuentos morales, obra publicada en 1896, que recogió un total de veintiocho cuentos datados entre el 24 de julio de 1893 y diciembre de 1895.

## Contexto
En 1895 se tienen noticias de la voluntad de Clarín de reunir gran parte de sus cuentos en una nueva colección, cuentos que ya se habían estado publicando en periódicos como el Madrid Cómico, El Imparcial o El Liberal. Los relatos incluidos en Cuentos morales no responden a una sola unidad temática, sino más bien a una determinada horquilla temporal, ya que hacía dos años había publicado otra colección de cuentos: El señor y lo demás, son cuentos. A pesar de incluir en su propio nombre el término morales, los Cuentos morales no se deben leer con una intención moralizadora en el más estricto sentido de la palabra. Clarín no pretendía imponer una lectura moral explícita, sino que tendrá que ser el lector de sus cuentos quien tome sus propias conclusiones a partir de los propios cuentos en los que Clarín se centra en profundidad en los propios personajes, que son los verdaderos protagonistas temáticos de estos escritos. Sin embargo, en el caso de El sustituto es fácil ver cuál era la verdadera intención de Clarín sobre la guerra de Margallo, tema sobre el que versa este cuento. Antes de publicar El sustituto en Los Lunes del Imparcial escribió en el número del 24 de noviembre de 1893 de La Publicidad un artículo en el que criticaba con fuerza a los señoritos beneficiados por la sustitución amparada por la Ley de quintos, pero aclamados al ser considerados patriotas, mientras que los verdaderos patriotas luchaban activamente como soldados. No hay un afán de objetivismo realista, sino el plasmar una mirada crítica, ya sea de forma explícita o implícita en sus escritos. Los cuentos eran para Clarín el medio perfecto para tratar asuntos contemporáneos sin mostrar su opinión de forma directa; es más, funcionaban como artículos en los que el lector debía extraer sus propias conclusiones. De hecho, son varias las ocasiones en las que el propio Clarín se refiere a estos escritos como artículos.

## Argumento
El cuento comienza con Eleuterio Miranda, señorito que está escribiendo un discurso que pronunciará en una fiesta patriótica que se va a celebrar en su pueblo. Pese a haber tenido un pasado de narrador épico, su labor literaria se centraba en ese momento en una poesía más íntima. Sin embargo, este hecho no era el que le impedía terminar su discurso, sino la figura de Ramón Pendones, el Gallina. Este joven era hijo de María, la cual tenía en alquiler una pequeña propiedad de Pedro Miranda y que no podía pagar desde hacía tiempo. Tras un tiempo de soportar el impago, don Pedro exigió el alquiler o el desahucio. A pesar de esta situación extrema, don Pedro cambió de opinión al darse cuenta de que su hijo y Ramón eran quintos, por lo que Ramón podría sustituir a Eleuterio en el servicio militar y así saldar su deuda. Ramón aceptó la oferta, y dejando atrás a su madre y novia se dirigió a Melilla a cumplir su promesa.
Con todo esto, Eleuterio Miranda es capaz de pronunciar el discurso en el teatro de su pueblo, pero no sin remordimientos. Al jurar sellar sus palabras con su propia sangre toma una decisión: ir a ocupar su verdadero puesto en Melilla. Antes de llegar a Melilla para en Málaga, donde se encontrará en un hospital a un herido Ramón Pendones, que morirá junto a él. Eleuterio se marcha a Melilla y allí habla con el capitán de Ramón y le dice que se hará pasar por él, que seguirá enviando cartas a la madre y novia de Ramón, que se convertirá en el sustituto del sustituto. Al capitán y a la compañía les parece correcto y honorable, y tras un tiempo morirá heroicamente. La muerte del falso Ramón llegará a divulgarse en varios periódicos nacionales, convirtiéndose este en héroe y quedando Eleuterio en el olvido. Será el capitán de la compañía quien recuerde finalmente a Eleuterio y su valiente acción, ya que para la gente y su pueblo morirá sin repercusión, pero según el capitán “no hay que olvidar que era poeta; y si la mayor parte de los señoritos que pagan soldado, un soldado que muera en la guerra, no hacen lo que Miranda, es porque poetas hay pocos, y la mayor parte de los señoritos son prosistas”.

## Testimonios
Se conserva en el depósito Tolivar Alas de la Biblioteca de Asturias un borrador manuscrito a vuelapluma de El sustituto escrito por el propio Clarín.